# ウルフ (映画)
『ウルフ』（原題: Wolf）は、1994年のアメリカ映画。脚本のジム・ハリソンが狼化妄想症を患ったという経験が、ストーリーに反映されている。

## あらすじ
満月の夜、中年の編集者：ウィルは車で狼を轢いてしまい、道路脇に遺骸を移動させようとしたところ、生きていた狼に手を噛まれ、狼はそのまま逃げ去ってしまった。
ウィルは、出版社の社長から自邸のパーティに招かれ、左遷を言い渡される。後任は彼の部下で、若いスチュアートだった。ショックからか、ウィルは体調不良を感じたところ、社長令嬢のローラがそれを助けた。孤独なローラとの間に、心の交流が生まれる。
帰宅後、丸一日眠ったウィルは、視力・聴力が良くなり、仕事の能率も大幅に上がった。若々しくなったことで自信をつけたウィルは、スチュアートの裏切りに、いよいよ反撃する。ところが、鋭敏になった嗅覚によって、ウィルは妻：シャーロットとスチュアートの不倫関係に気が付く。スチュアートを噛み、妻とは別居しホテルに移り住んだ。そして、左遷を撤回させ、スチュアートを逆に追い落とし、自らクビを言い渡す。
ローラとは親密になるが、ウィルは自分の動物的な行動や、夜の記憶が無いことを不安に感じるようになる。そこで、人狼研究の専門家を訪ね、変身を妨げる護符を譲り受ける。
そんな中、シャーロットが殺害される。ローラと一夜を過ごしたウィルには鉄壁のアリバイがあるはずだった。警察の聴取に応じようとしたローラは、署で会ったスチュアートの様子を見て、全てを悟る。

## 登場人物
ウィル・ランダル
演 - ジャック・ニコルソン
中年の編集者。狼に噛まれたことで体質が変化する。
ローラ・アルデン
演 - ミシェル・ファイファー
社長令嬢。
スチュアート・スウィントン
演 - ジェームズ・スペイダー
ウィルの後任。シャーロットと不倫している。
シャーロット・ランダル
演 - ケイト・ネリガン
ウィルの妻。
ブリッジャー
演 - リチャード・ジェンキンス
刑事。
レイモンド・アルデン
演 - クリストファー・プラマー
出版社を買い取った男。
ビジャブ・アレセアス
演 - オム・プリ
博士。

## キャスト
| 役                         | 俳優                         | 日本語吹替                                                            | 日本語吹替                                                 |
| 役                         | 俳優                         | ソフト版                                                              | テレビ朝日版                                               |
| -------------------------- | ---------------------------- | --------------------------------------------------------------------- | ---------------------------------------------------------- |
| ウィル・ランダル           | ジャック・ニコルソン         | 小林修                                                                | 石田太郎                                                   |
| ローラ・アルデン           | ミシェル・ファイファー       | 島本須美                                                              | 勝生真沙子                                                 |
| スチュアート・スウィントン | ジェームズ・スペイダー       | 金尾哲夫                                                              | 宮本充                                                     |
| シャーロット・ランダル     | ケイト・ネリガン             | 一柳みる                                                              | 弥永和子                                                   |
| ブリッジャー刑事           | リチャード・ジェンキンス     | 福田信昭                                                              | 池田勝                                                     |
| レイモンド・アルデン       | クリストファー・プラマー     | 中村正                                                                | 納谷悟朗                                                   |
| メアリー                   | アイリーン・アトキンス       | 森ひろ子                                                              | 藤夏子                                                     |
| ロイ                       | デヴィッド・ハイド・ピアース | 宮本充                                                                | 田原アルノ                                                 |
| ビジャブ・アレセアス博士   | オム・プリ                   | 千葉耕市                                                              | 田村錦人                                                   |
| 医師                       | ロン・リフキン               | 小島敏彦                                                              | 出演シーンカット                                           |
| モード・ワギンス           | プルネラ・スケイルズ         | 火野カチコ                                                            | 磯辺万沙子                                                 |
| ウェイド刑事               | ブライアン・マーキンソン     | 秋元羊介                                                              | 伊藤和晃                                                   |
| ジョージ                   | ピーター・ゲレッティ         |                                                                       | 小山武宏                                                   |
| ゲイリー                   | スチュワート・J・スリー      |                                                                       | 秋元羊介                                                   |
| その他                     | N/A                          | 翠準子 沢海陽子 定岡小百合 中澤やよい 岩田安生 小形満 大川透 小野英昭 | 中田和宏 中博史 檀臣幸 松本大 坪井智浩 小野未喜 津村まこと |
|                            |                              |                                                                       |                                                            |
| 演出                       |                              | 佐藤敏夫                                                              | 福永莞爾                                                   |
| 翻訳                       |                              | 木原たけし                                                            | たかしまちせこ                                             |
| 調整                       |                              | 熊倉亨                                                                | 高橋久義                                                   |
| 効果                       |                              |                                                                       | VOX                                                        |
| プロデューサー             |                              | 吉岡美惠子                                                            | 圓井一夫 山川秀樹                                          |
| 制作担当                   |                              | 神部宗之 菊地由香                                                     |                                                            |
| 制作                       |                              | 東北新社                                                              | グロービジョン                                             |

- テレビ朝日版：初放送1997年8月31日 『日曜洋画劇場』 21:02-23:09

## 日本語版スタッフ
- 字幕翻訳：戸田奈津子[2]

## 受賞・ノミネート
| 賞         | 部門                             | 受賞者                                  | 結果       |
| ---------- | -------------------------------- | --------------------------------------- | ---------- |
| グラミー賞 | 映画・テレビサウンドトラック部門 | エンニオ・モリコーネ                    | ノミネート |
| サターン賞 | ホラー映画賞                     |                                         | ノミネート |
| サターン賞 | 主演男優賞                       | ジャック・ニコルソン                    | ノミネート |
| サターン賞 | 主演女優賞                       | ミシェル・ファイファー                  | ノミネート |
| サターン賞 | 助演男優賞                       | ジェームズ・スペイダー                  | ノミネート |
| サターン賞 | 脚本賞                           | ジム・ハリソン、 ウェズリー・ストリック | 受賞       |
| サターン賞 | メイクアップ賞                   | リック・ベイカー                        | ノミネート |

## 備考
当初ローラ役にはシャロン・ストーンがあてられていたが、ストーンが降板したため、最終的に  ミシェル・ファイファーが演じることとなった
試写会におけるエンディングの評判がよろしくなく、撮り直しになったため、この映画の公開は当初の予定より6か月から8か月ほど遅れた。